# Halbnomadismus
Halbnomadismus bezeichnet in der deutschen Sprache eine traditionelle Wirtschaftsform. Es gibt zwei unterschiedliche Bedeutungszuweisungen, die sich nach dem Zusammenhang richten, in dem das Wort verwendet wird: Halbnomadische Hirten sowie halbnomadische Jäger und Sammler.

## Halbnomadische Hirten
Im deutschen Sprachraum wird der Begriff vorwiegend – abgeleitet vom (Hirten)-Nomadismus – in Zusammenhang mit Gruppen verwendet, die von mobiler Naturweidewirtschaft leben; dazu gehören diverse Reitervölker. Meist stellt der Halbnomadismus eine Kombination von nomadischer Tierhaltung mit weniger wichtigem sesshaftem Bodenbau dar. Solche Lebensweisen sind vor allem in den Gebirgsregionen Zentralasiens und Nordafrikas (siehe: Agadire) verbreitet, wo sie die bestmögliche Nutzung der Ressourcen ermöglicht.
Häufig dominiert im Sommer die Viehzucht; das heißt, dass die gesamte Gruppe in mobilen Wohnstätten, wie Zelte, Jurten oder in nicht ganzjährig bewohnten fixen Wohnstätten mit ihrem Vieh umherzieht und dabei unter Umständen bei längeren Aufenthalten an einem Ort Regenfeldbau betreibt. Im Winterhalbjahr dominieren fixe Behausungen in Dörfern, wo Bewässerungsfeldbau zum Lebensunterhalt beitragen kann. Die zurückzulegenden Distanzen zwischen Sommerweiden und Winterdörfern sind geringer als beim Vollnomadismus, dafür wird häufig ein größerer Höhenunterschied überwunden.
Nach der Definition des Kulturgeographen Erwin Grötzbach sind es Gesellschaften, bei denen alle Menschen für einen längeren Zeitraum nomadisch statt sesshaft leben. Zur Abgrenzung von der halbsesshaften Lebensweise schlägt er die beiden Merkmale „Wohndauer am Weideland in Zelt oder Hütte“ und „Entfernung zwischen festem Wohnsitz und saisonalem Wohnplatz“ vor: Je länger diese Dauer und je größer diese Entfernung, desto eher kann man von Halbnomadismus sprechen.
Der Ethnologe Alfred Janata (1933–1993) markiert den wesentlichen Unterschied in der Mitwirkung großer Teile der lokalen Gemeinschaften (z. B. verwandte Gruppenmitglieder statt angestellter Hirten) an saisonalen Wanderungen, wie sie vor allem bei den Formen der mobilen Tierhaltung in Gebirgen vorkommen. Zudem werden im Sommerlager fast ausschließlich transportable Behausungen wie Zelte oder Jurten verwendet. Diese Wirtschaftsweise ist den natürlichen Bedingungen von Relief, Klima und Pflanzenwachstum vorzüglich angepasst.
Spezielle Formen des Halbnomadismus sind Agropastoralismus, Yaylak-Pastoralismus sowie viele Varianten der modernen, mobilen Tierhaltung ehemaliger Hirtennomaden sowie der Rentier-Pastoralismus.

## Halbnomadische Jäger und Sammler
Der Begriff wird auch unabhängig von mobilen Tierhaltern für bestimme Wild- und Feldbeuter verwendet, die in wildreichen Gebieten leben oder massenhaft vorkommende Wildfrüchte nutzen. Die Kombination „halbsesshafte Jäger und Sammler“ wird synonym verwendet und ist vorzuziehen, um die Verwechslung mit dem Bezug zum Hirten-Nomadismus zu vermeiden. Korrekter wäre die Bezeichnung „Halbnomadentum“, wenn eine feinere Differenzierung notwendig ist.
Bei den Wildbeutern ist das entscheidende Kriterium die Nutzungsdauer der Siedlungen ganzer lokaler Gemeinschaften, die längere Zeit (bis zu wenigen Jahren) an einem Ort wohnen, bis die Erschöpfung der Ressourcen einen Umzug erzwingt.